# Liste der Gebietsänderungen in Sachsen
Die Liste der Gebietsänderungen in Sachsen enthält alle administrativen Gebietsänderungen, die seit der Gründung des Freistaates Sachsen am 3. Oktober 1990 durchgeführt wurden. Das Gebiet der in den Listen erfassten Gebietsänderungen entspricht immer der jeweiligen Ausdehnung Sachsens zum Zeitpunkt der Gebietsänderung.
Gebietsänderungen, die sich vom 7. Oktober 1949 bis zum 24. Juli 1952 im Land Sachsen in der DDR ereigneten, werden in der Liste der Gebietsänderungen in Sachsen (DDR) aufgeführt.

## Beschreibung
Im Freistaat Sachsen reduzierte sich die Anzahl der Gemeinden von 1626 am 31. Dezember 1990 auf 438 am 31. Dezember 2013. Dies ist ein Rückgang um 73 % im Vergleich zu 1990. Vor allem in den Jahren 1994 und 1999 kam es zu einer starken Verringerung des Gemeindebestandes durch Vereinigung und Eingliederungen von einwohnerschwachen Gemeinden. Vom 31. Dezember 1993 zum 31. Dezember 1994 sank die Zahl der Gemeinden in Sachsen um 594 und damit bisher am stärksten. Zwischen dem 31. Dezember 1998 und dem 31. Dezember 1999 wurden noch einmal 234 Gemeinden aufgelöst. Der Landkreis Plauen konnte 1992 Gemeinden hinzugewinnen: durch den Landeswechsel von neun thüringischen Gemeinden nach Sachsen stieg die Gemeindezahl im Landkreis von 40 zum 31. Dezember 1991 auf 49 zum 31. Dezember 1992.
Auf Ebene der Landkreise erlebte Sachsen zwei Kreisgebietsreformen. Nach dem Beitritt der DDR zur Bundesrepublik und der Neugründung Sachsens wurden die alten DDR-Kreise weitgehend übernommen. Sie wurden, wie in allen anderen neuen Bundesländern, in der ersten Hälfte der 1990er Jahre zu größeren Einheiten zusammengefasst. In Sachsen geschah dies in der Kreisreform 1994/1996, die am 1. August 1994 in Kraft trat und bis zum 23. März 1996 abgeschlossen war. Die 48 Landkreise wurden somit durch 22 größere ersetzt, zudem wurde die Stadt Hoyerswerda kreisfrei.
Nachdem 2007 schon in Sachsen-Anhalt eine zweite Kreisreform durchgeführt wurde, kam es mit Wirkung zum 1. August 2008 auch in Sachsen zu einer weiteren Kreisreform. In der Verwaltungs- und Funktionalreform 2008 wurden die 22 Landkreise zu zehn neuen zusammengefasst, in die die kreisfreien Städte (mit Ausnahme von Chemnitz, Dresden und Leipzig) eingegliedert wurden.
Die Kreisreform 2008 hatte auch Auswirkungen auf die 1990 gebildeten Regierungsbezirke, sie wurden in Direktionsbezirke umbenannt. Die Regierungs- bzw. Direktionsbezirke entsprachen in etwa den Bezirken der DDR. Am 1. März 2012 wurden sie zu einer Landesdirektion Sachsen zusammengefasst.

## Abgrenzung
Berücksichtigt werden in dieser Liste lediglich die Änderungen an administrativen Regionaleinheiten, das heißt Änderungen an Landkreisen und Gemeinden. Darunter zählen Eingliederungen von Gemeinden in eine andere, Zusammenschlüsse zweier Gemeinden, Neubildung von Gemeinden, Teilum- und Ausgliederungen sowie Umgliederungen und Namensänderungen von Gemeinden.
Bei Eingliederungen von einer oder mehreren Gemeinden in eine andere bleibt der Name der aufnehmenden Gemeinde sowie deren Amtlicher Gemeindeschlüssel erhalten. Der Name und der Regionalschlüssel der eingegliederten Gemeinde werden gelöscht, deren Ortsteile werden üblicherweise Ortsteile der aufnehmenden Gemeinde.
Bei Zusammenschlüssen fusionieren zwei Gemeinden gleichberechtigt zu einer neuen Gemeinde. Diese kann entweder den Namen und den Gemeindeschlüssel einer der Ursprungsgemeinden übernehmen oder einen neuen Namen mit neuem Gemeindeschlüssel bekommen. Beim zweiten Fall handelt es sich um eine Neubildung der Gemeinde.
Teilumgliederungen, Teilausgliederungen und Umgliederungen werden in dieser Liste zu Umgliederungen zusammengefasst. Bei Teilumgliederungen werden Teile einer sich in Auflösung befindenden Gemeinde in eine oder mehrere andere Gemeinden eingegliedert. Teilausgliederungen finden statt, wenn Teile einer Gemeinde ausgegliedert werden, die dann entweder eine neue Gemeinde bilden oder in eine andere Gemeinde eingegliedert werden. Eine Umgliederung ändert die Zugehörigkeit einer administrativen Regionaleinheit zu der ihr übergeordneten Regionaleinheit, beispielsweise wenn eine Gemeinde in einen anderen Landkreis übergeht.
Namensänderungen haben nur auf den Gemeindenamen Auswirkung. Der Gemeindeschlüssel bleibt bestehen.

## Liste der Gebietsänderungen

### Legende
- Jahr: Verlinkt auf die Gebietsänderungsliste des jeweiligen Jahres mit allen administrativen Gebietsänderungen vom 1. Januar bis zum 31. Dezember des Jahres.
- Anzahl GÄ: Gibt die Anzahl an Gebietsänderungen an, die in diesem Jahr vollzogen wurden.
- Anzahl Gemeinden: Gibt die Anzahl der Gemeinden an, die zum 31. Dezember dieses Jahres im Freistaat existierten.
- Besonderheiten: Gibt es besondere Gebietsänderungen oder sonstige Reformen in diesem Jahr, wird es in dieser Spalte vermerkt.

### Listen nach Jahren
| Jahr | Anzahl GÄ | Anzahl Gemeinden | Besonderheiten |
| ---- | --------- | ---------------- | --- |
| 1990 | –         | 1626             | Zwischen dem 3. Oktober und dem 31. Dezember 1990 wurden keine Gebietsänderungen in Sachsen durchgeführt. |
| 1991 | 013       | 1623             | |
| 1992 | 029       | 1614             | Durch einen Volksentscheid wechselten neun Anspruchsgemeinden von Thüringen in den sächsischen Landkreis Plauen. |
| 1993 | 039       | 1564             | |
| 1994 |           | 970              | In der Kreisreform 1994 wurde der erste Teil einer Kreisreform in Sachsen umgesetzt, es kam zur Verringerung der Anzahl der Landkreise mit dem Ziel, eine Mindesteinwohnerzahl von 125.000 Einwohnern für jeden Kreis zu erreichen. Die vollständige Durchführung der Kreisreform zum 1. August 1994 wurde durch die Klagen einiger Kreise gegen die Reform verhindert. Im Jahr 1994 gab es zahlenmäßig die meisten Gebietsänderungen. |
| 1995 | 041       | 920              | |
| 1996 | 074       | 831              | Am 1. Januar 1996 wurde der zweite Teil der 1994 begonnenen Kreisreform umgesetzt. Damit waren die in der DDR-Kreisreform 1952 gebildeten 48 Landkreise und sechs kreisfreien Städte durch 22 neue Landkreise und sieben kreisfreie Städte ersetzt. |
| 1997 | 045       | 802              | |
| 1998 | 037       | 779              | |
| 1999 |           | 545              | |
| 2000 | 010       | 544              | |
| 2001 | 009       | 539              | |
| 2002 | 008       | 535              | |
| 2003 | 017       | 525              | Mit der Eingemeindung der Stadt Siebenlehn in die Gemeinde Großschirma erfolgte erstmals die Eingliederung einer Stadt in eine Gemeinde. Großschirma erhielt durch die Eingliederung das Stadtrecht von Siebenlehn. |
| 2004 | 012       | 519              | |
| 2005 | 013       | 514              | |
| 2006 | 011       | 510              | |
| 2007 | 014       | 502              | |
| 2008 | 013       | 496              | In der Kreisreform am 1. August 2008 wurden die Anzahl der Landkreise von 22 auf zehn und die Anzahl der kreisfreien Städte von sieben auf drei reduziert. Die drei Regierungsbezirke blieben erhalten, wurden aber in Direktionsbezirke umbenannt. |
| 2009 | 012       | 488              | |
| 2010 | 005       | 485              | |
| 2011 | 011       | 468              | |
| 2012 | 018       | 454              | Am 1. März 2012 wurden die drei Landesdirektionen Chemnitz, Dresden und Leipzig zur Landesdirektion Sachsen zusammengeführt. |
| 2013 | 018       | 438              | |
| 2014 | 006       | 431              | |
| 2015 | 007       | 429              | |
| 2016 | 004       | 426              | |
| 2017 | 007       | 422              | |
| 2018 | 001       | 421              | Mit nur einer Gebietsänderung gab es in den Jahren 2018 und 2022 die bisher geringste Zahl an Änderungen. |
| 2019 | 006       | 419              | |
| 2020 | 005       | 419              | |
| 2021 | 004       | 419              | |
| 2022 | 001       | 419              | Mit nur einer Gebietsänderung gab es in den Jahren 2018 und 2022 die bisher geringste Zahl an Änderungen. |
| 2023 | 003       | 418              | |
| 2024 | 009       | 418              | |
| 2025 |           |                  | |